# Spilkum

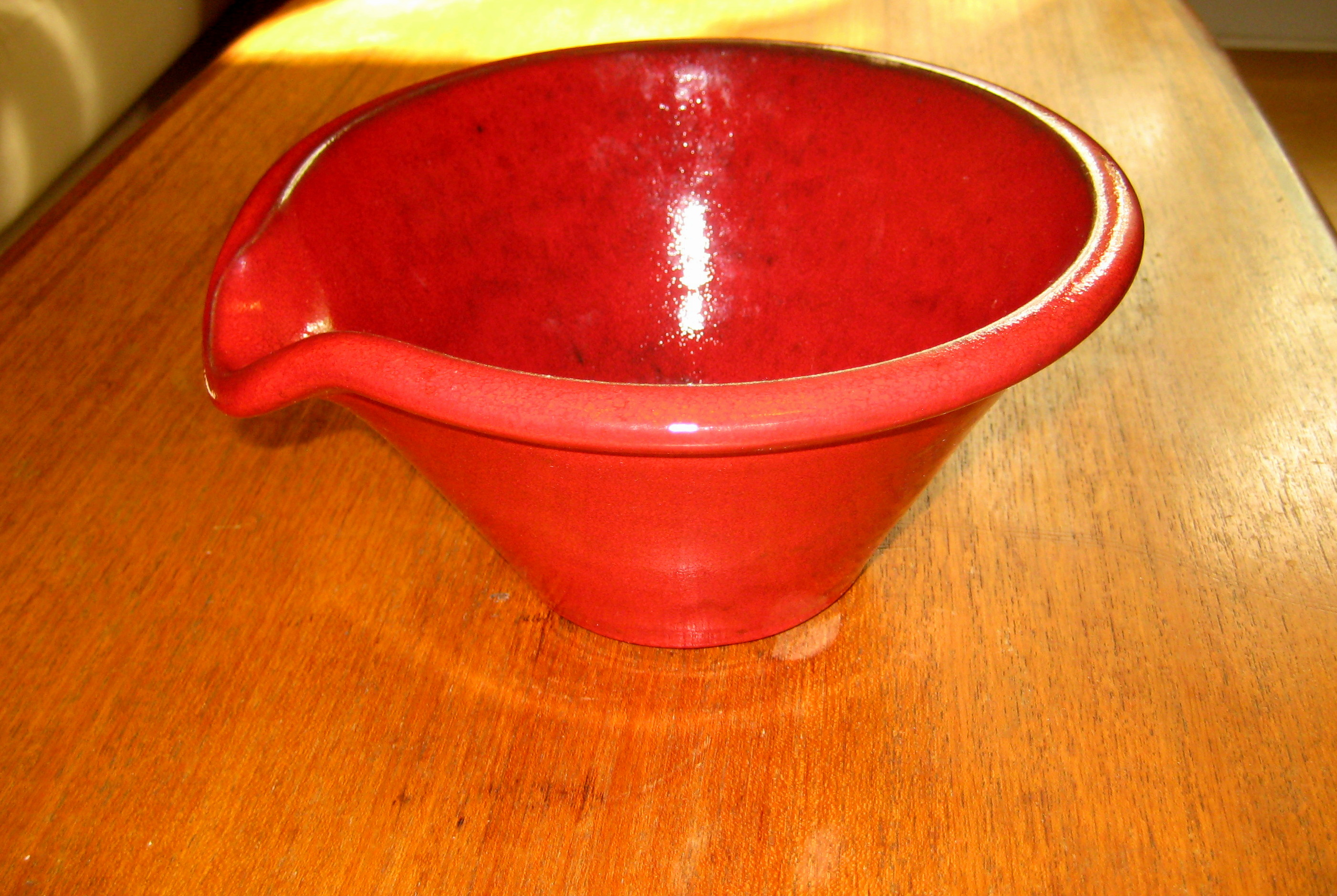
En röd spilkum

Spilkum, eller spillkum, är ett bruksföremål i drejat och glaserat lergods. Den runda skålen, som har fotring eller låg fot och ibland är försedd med en eller två hänklar (handtag), har en snås (öppen mynning) för att skilja grädden som samlas på ohomogeniserad mjölk.